# Monroe (Ohio)
Monroe ist eine City, die im zentralen Ostbutler County und im zentralen Westwarren County im südwestlichen Teil des US-Bundesstaats Ohio gelegen ist. Das U.S. Census Bureau ermittelte bei der Volkszählung 2020 eine Einwohnerzahl von 15.412.
Monroe wurde nach James Monroe benannt, dem US-Präsidenten, der zur gleichen Zeit der Stadtgründung (1817) auf sein Amt vereidigt wurde.

## Geographie
Nach den Daten der US-amerikanischen Behörde für Bevölkerungsstatistik (US Census Bureau) hat die Stadt eine Fläche von 40,2 km²

## Demografie
Laut der Volkszählung im Jahr 2000 lebten 7133 Einwohner in 2685 Haushalten und 2040 Familien in der Gemeinde. Die Bevölkerungsdichte betrug 177,6 pro km². Die durchschnittliche Haushaltsgröße betrug 2,52 Personen und die durchschnittliche Familiengröße 2,91.
Bei der Altersverteilung waren 22,8 % der Einwohner jünger als 18, 6,5 % zwischen 18 und 24 Jahre alt, 29,1 % zwischen 25 und 44, 22,6 % zwischen 45 und 64 und 19 % waren älter als 65 Jahre alt.
Auf 100 weibliche Einwohner über 18 Jahren kamen 88,3 männliche Einwohner.
Das durchschnittliche Haushaltseinkommen betrug 56.012 US$, dass durchschnittliche Familieneinkommen betrug 62.528 US$.

### Bevölkerungsentwicklung 1910 bis heute
| Jahr | Einwohnerzahl |
| ---- | ------------- |
| 1910 | 255           |
| 1920 | 266           |
| 1930 | 285           |
| 1940 | 307           |
| 1950 | 360           |
| 1960 | 2.193         |
| 1970 | 3.492         |
| 1980 | 4.256         |
| 1990 | 4.490         |
| 2000 | 7.133         |
| 2010 | 12.442        |
| 2020 | 15.412        |

## Tourismus
Die King of Kings Statue, auch bekannt als der "Touchdown Jesus", ist eine 19 Meter hohe Statue an der Interstate 75 in der Nähe von Monroe. Die Statue zeigt Jesus mit erhobenen Armen. Die Kosten für die Errichtung der Statue betrugen ca. 250.000 US$. Die Statue wurde von Brad Coriel entworfen und von James Lynch 2004 erbaut, am Eingang zur Solid Rock Church, einer ca. 3000 Mitglieder zählenden Gemeinde in Monroe. Der Comedian Heywood Banks schrieb ein Lied über die Statue. Am 14. Juni 2010 wurde die Statue von einem Blitz getroffen und brannte vollständig nieder.